# Acanthogeophilus spiniger
Acanthogeophilus spiniger är en mångfotingart som först beskrevs av Frederik Vilhelm August Meinert 1870.  Acanthogeophilus spiniger ingår i släktet Acanthogeophilus och familjen storjordkrypare.
Artens utbredningsområde är Algeriet. Inga underarter finns listade i Catalogue of Life.